# 野付水道

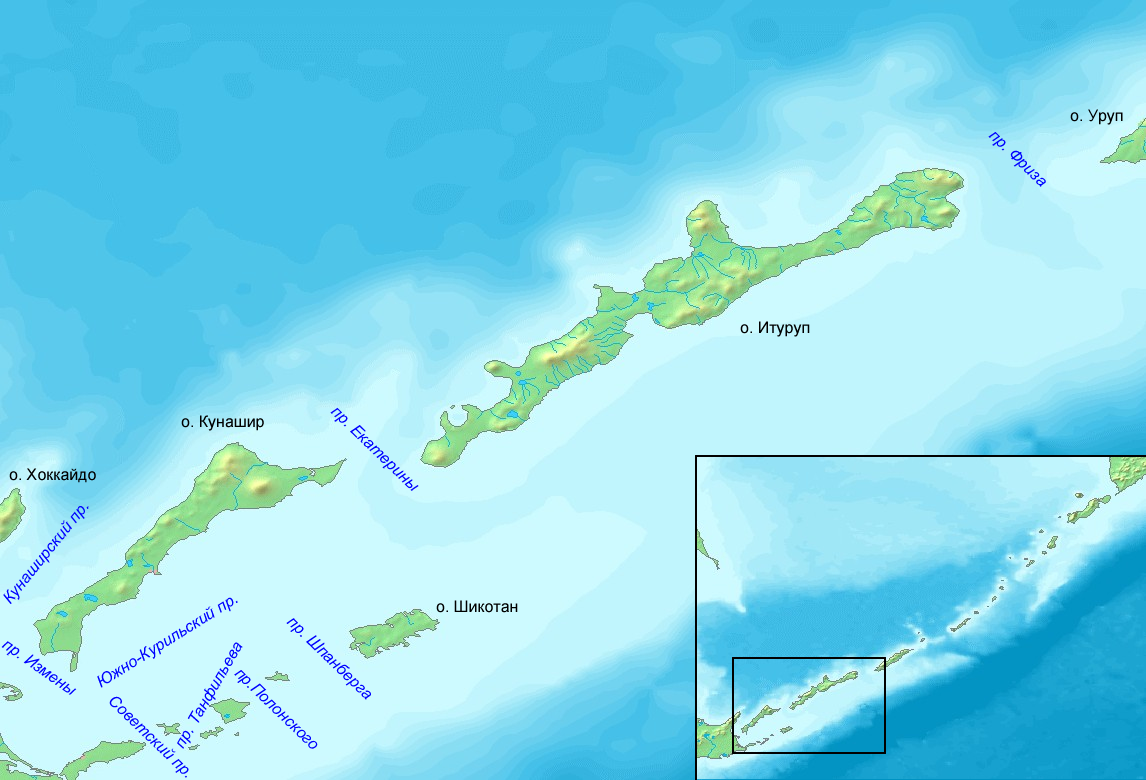
野付水道 (Пролив Измены)

野付水道（日语：／ Notsuke suidō */?，羅馬化：Proliv Izmeny）是一片日俄北方爭議領土之國後島、北海道野付半島間的海域。現為日本和俄羅斯實際的海域國境線。

## 關連項目
- 國後島
  - 根室海峽（國後島 - 北海道間的海峽）
  - 國後水道（國後島 - 擇捉島間的海峽）
- 擇捉島
  - 擇捉水道（擇捉島 - 得撫島間的海峽）